# Der weiße Dämon
Pour plus de détails, voir Fiche technique et Distribution.
Der weiße Dämon est un film allemand réalisé par Kurt Gerron et sorti en 1932. Le film a été tourné en deux versions, celle-ci et une seconde en français sous le titre Stupéfiants.

## Synopsis
(juillet 2022).
Le contenu est difficilement compréhensible vu les erreurs de traduction, qui sont peut-être dues à l'utilisation d'un logiciel de traduction automatique.
Le consul Gorre est le patron d'un gang international de trafiquants de drogue, qui possède également le directeur de théâtre morphinique Urussev, le marquis d'Esquillon. Ce dernier est le chef de section du gang à Paris, qui travaillent avec un homme connu uniquement sous le nom de bossu, qui est chargé d'importer les médicaments d'outre-mer. Le gang criminel voyage comme une troupe de théatre, à laquelle la jeune artiste Gerda Gildemeister a rejoint en tant qu'actrice principale. Le frère de Gerda, Heini Gildemeister, qui, après des années d'absence en Amérique du Sud, revient enfin dans sa ville natale par bateau. Lors de ce voyage de retour, il sauve le fils de Gorres après qu'il soit tombé par-dessus bord.
De retour chez lui, Heini fait une terrible découverte : l'infirmière Gerda n'est qu'une épave, très faible et malade de corps, d'esprit et d'âme. . Elle est devenue complètement dépendante et peut à peine se tenir debout sans cette drogue, également connue sous le nom de "démon blanc". Heini découvre une seringue correspondante dans la poche de Dora, une amie de Gerda, et reçoit la confirmation du médecin du théâtre que sa sœur est devenue accro à la morphine après des années de consommation de drogue. Heini l'emmène immédiatement à l'hôpital le plus proche. Mais comme Gerda est censée se rendre à Paris le lendemain dans le cadre d'une tournée, les membres du gang sont là immédiatement et la font sortir à nouveau de l'hôpital. Ensuite, Gerda est obligée d'appeler son frère et de lui demander de le rencontrer dans un pub connu pour être un bar à drogue.
Lorsque Heini y apparaît, le gang tente de maîtriser le "fauteur de troubles" peut se libérer et se lance désormais seul à la poursuite du gang, car les policiers préalablement informés ne sont d'aucune aide réelle. Heini veut absolument empêcher Gerda de rester aux soins des dealers peu scrupuleux ne serait-ce qu'un jour de plus. Mais Heini échoue car Gerda se rend dans la capitale française pour un spectacle de chant avec la compagnie de théâtre Gerda, où ils la gardent dans la maison du marquis. Le marquis explique à Heini que Gerda (dans l'illusion, en fait) a falsifié une lettre de change dans l'espoir qu'Heini finira par abandonner et ne laissera pas sa sœur aller en prison. Consul Gorré, qui a une dette envers Heini depuis le sauvetage de son fils sur le paquebot, aide ce dernier à libérer Gerda pour qu'Heini puisse l'emmener immédiatement dans un sanatorium. Mais Heini ne sait toujours pas qui est vraiment l'allié présumé.
Heini Gildemeister n'abandonne toujours pas et suit les traces du gang criminel. A Lisbonne, il peut faire en sorte que "le bossu" soit arrêté tandis qu'Urussev, qui a trahi ses copains, est fusillé. Sur le vol de retour avec Dora et Gorre, Heini démasque l'inquiétant consul en tant que chef du gang. Avec des intentions suicidaires, il se jette alors dans l'Atlantique. Heini et la collègue artiste de Gerda, Dora, avec qui il s'est lié d'amitié entre-temps, reviennent à Hambourg en tant qu'amis pour la vie.

## Fiche technique
- Titre original : Der weiße Dämon
- Réalisateur : Kurt Gerron
- Scénario : Philipp Lothar Mayring, Fritz Zeckendorf
- Photographie : Carl Hoffmann
- Date de sortie : 19 novembre 1932 : République de Weimar

## Distribution
- Hans Albers : Heini Gildemeister
- Gerda Maurus : Gerda Gildemeister
- Peter Lorre : Hunchback
- Lucie Höflich : La mère de Heini et de Gerda
- Trude von Molo : Dora Lind
- Alfred Abel : Gorre
- Hans Joachim Schaufuß : le fils de Gorre
- Raoul Aslan : Dr Urusew
- Hubert von Meyerinck : Marquis d'Esquillon
- Alfred Beierle
- Ernst Behmer
- Paul Biensfeldt
- Julius Brandt
- Hansjoachim Büttner (comme Joachim Büttner)
- Eugen Burg
- Lewis Brody (comme Louis Brody)
- Julius E. Herrmann
- Karl John
- Erwin Kalser
- Philipp Manning
- Klaus Pohl
- Ernst Pröckl
- Paul Rehkopf
- Emilie Süssmann
- Eva Speyer
- Emilia Unda
- Else Ward
- Eduard von Winterstein